# Guerendiáin (Ulzama)
Guerendiáin (Gerendiain en euskera) es una localidad española y un concejo de la Comunidad Foral de Navarra perteneciente al municipio de Ulzama. Está situado en la Merindad de Pamplona, en la Comarca de Ultzamaldea. Su población en 2014 fue de 109 habitantes (INE).

## Demografía
| Padrón correspondiente al año > | 2000 | 2002 | 2004 | 2006 | 2008 | 2010 | 2012 | 2014 | 2016 | 2018 |
| Guerendiain                     | 133  | 124  | 124  | 119  | 115  | 113  | 109  | 109  | 99   | 91   |